# بانوی تجملی
بانوی تجملی (ایتالیایی: Femmine di lusso) فیلمی کمدی رمانتیک ایتالیایی محصول سال ۱۹۶۰ به کارگردانی جورجو بیانکی و با بازی اوگو تونیاتسی، الکه زومر، والتر کیاری و سیلوا کوشچینا است.
این فیلم همچنین با نام‌های وسوسهٔ تائورمینا (به انگلیسی: Intrigo a Taormina)، عشق، به روش ایتالیایی (به انگلیسی: Love, the Italian Way)، تعطیلات لوکس (به انگلیسی: Luxury Vacations)، و سفر لوکس (به انگلیسی: Travelling in Luxury) نیز شناخته می‌شود. این فیلم در ایران با نام «مهرویان لوکس» دوبله و پخش شده است.
این فیلم در سال ۱۹۶۵ در ایالات متحده با نام عشق به روش ایتالیایی (به انگلیسی: Love, the Italian Way) پخش شده است.
داستان فیلم دربارهٔ گروهی از مسافران است که با یک کشتی لوکس در اطراف دریای مدیترانه سفر می‌کنند و از ماجراجویی‌های مختلف لذت می‌برند و درگیر عشق می‌شوند.

## بازیگران
- اوگو تونیاتسی
- الکه زومر
- والتر کیاری
- سیلوا کوشچینا
- جینو چروی
- ماریو اسکاچا
- بلیندا لی

## تولید
در ژوئن سال ۱۹۶۰ گزارش شد که تهیه‌کننده نقشی به ماریا کالاس پیشنهاد داده است.